# 城西 (福岡市)
城西（じょうせい）は、福岡市早良区の地名。現行の行政地名は、城西一丁目から三丁目まで（住居表示実施済）。面積は280,980平方メートル (28.10 ha)。2023年2月末現在の人口は5,815人。郵便番号は814-0003。

## 地理
福岡市早良区の北部に位置し、北で西新、南で曙、西で祖原、東で鳥飼と接する。西の早良街道や東の城南線沿いは西新と連続してオフィスや商業施設が多く、そのほかの地域は概ね住宅地となっている。

### 河川
町域に流れる河川は次の通り。
- 樋井川
- 七隈川

主な河川の写真
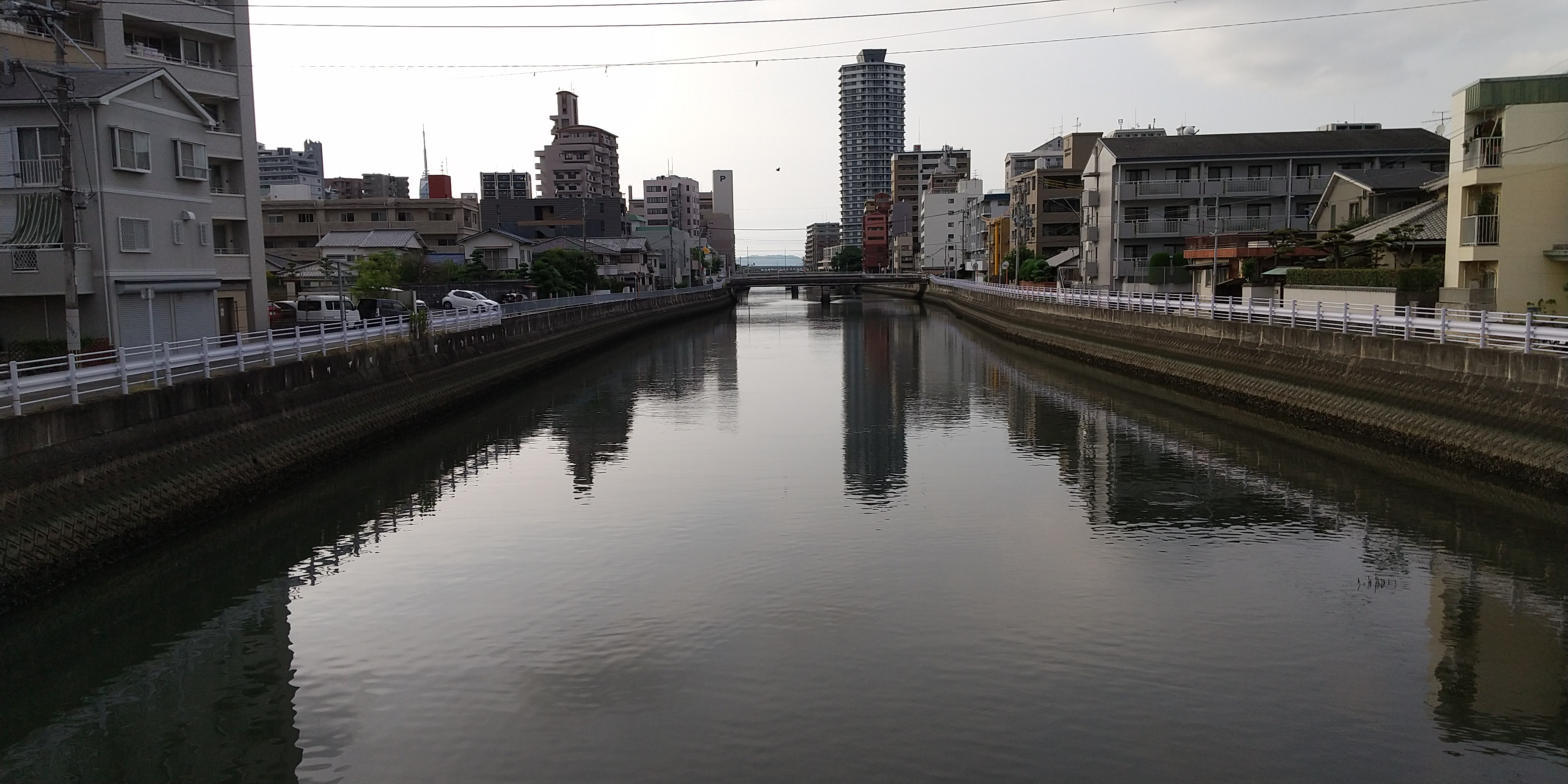
樋井川（城西橋の下流側、左：早良区城西、右：中央区鳥飼）
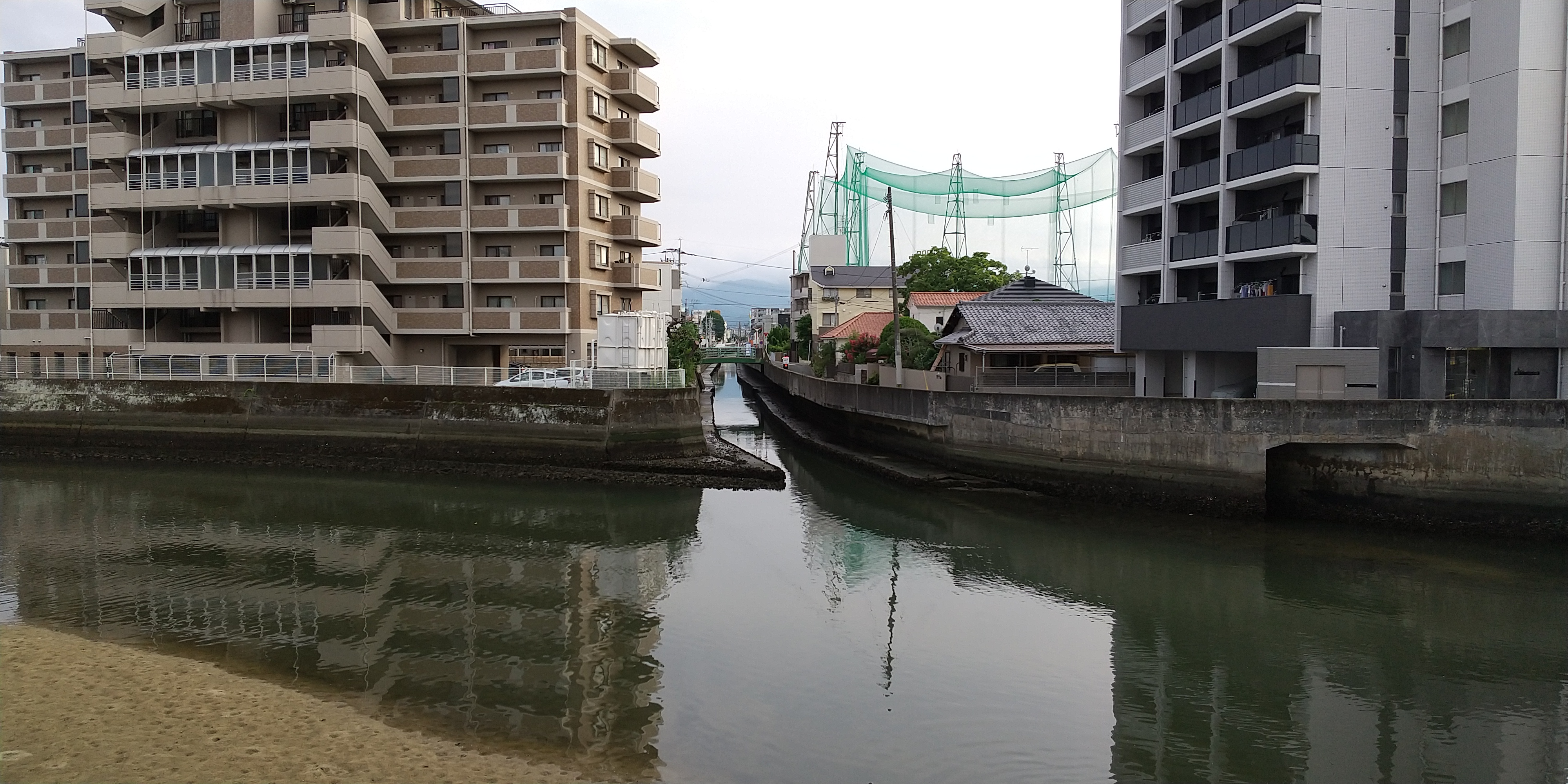
樋井川と七隈川（樋井川の支川の一つ、左：城南区鳥飼、右：早良区城西）
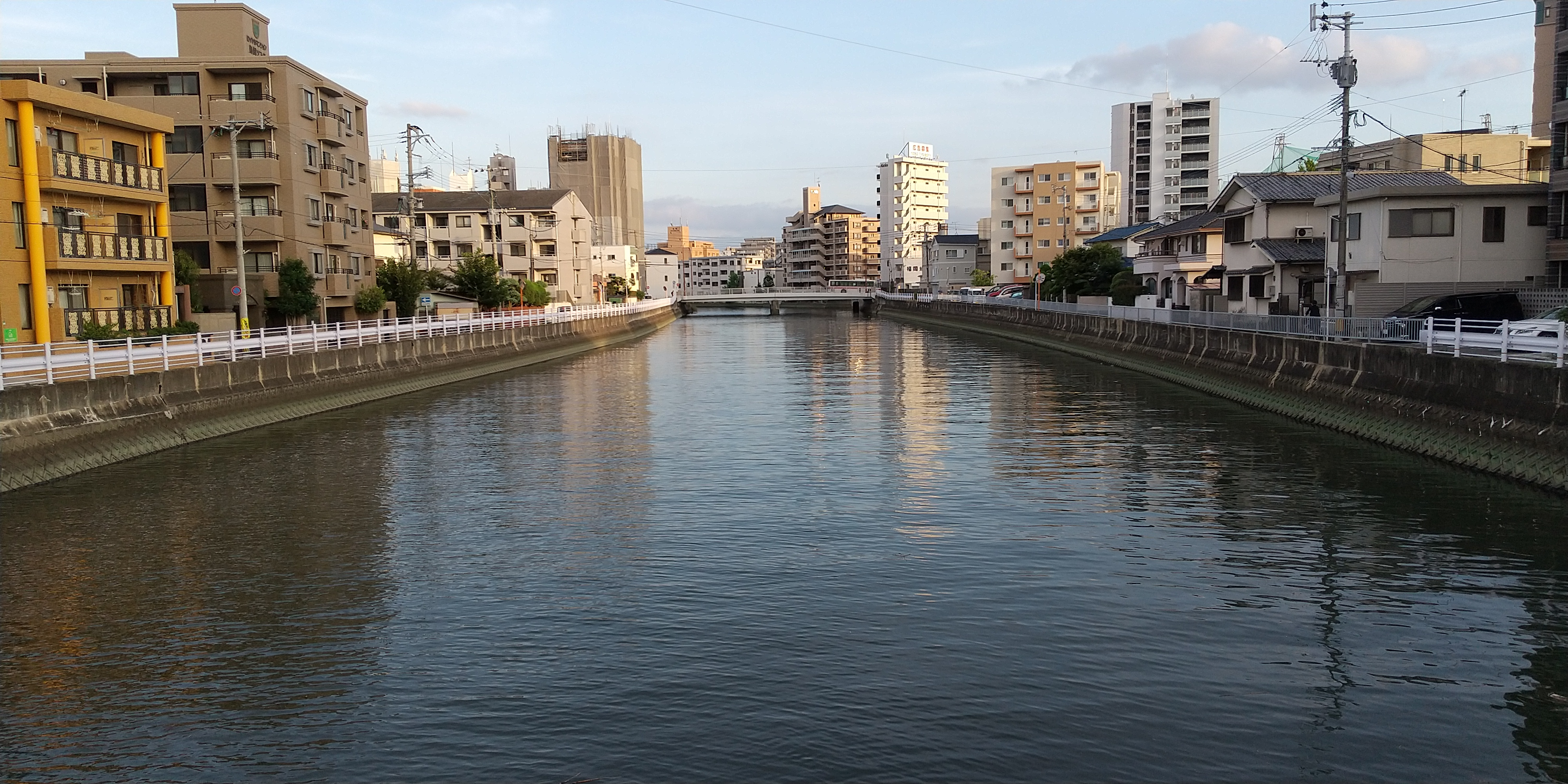
樋井川（上今川橋の上流側、左：中央区鳥飼、右：早良区城西）
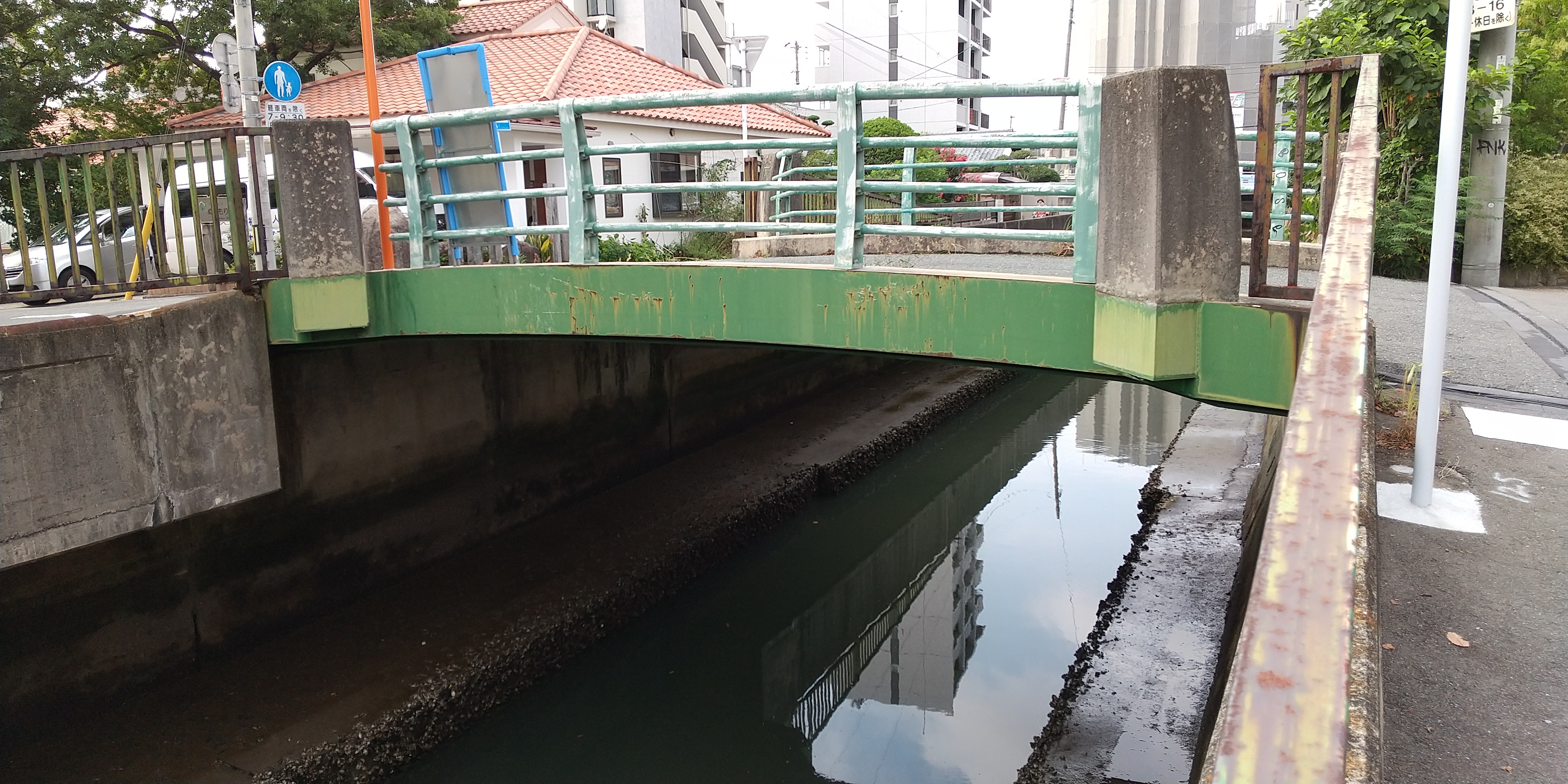
一の橋（七隈川上、左：早良区城西、右：城南区鳥飼）
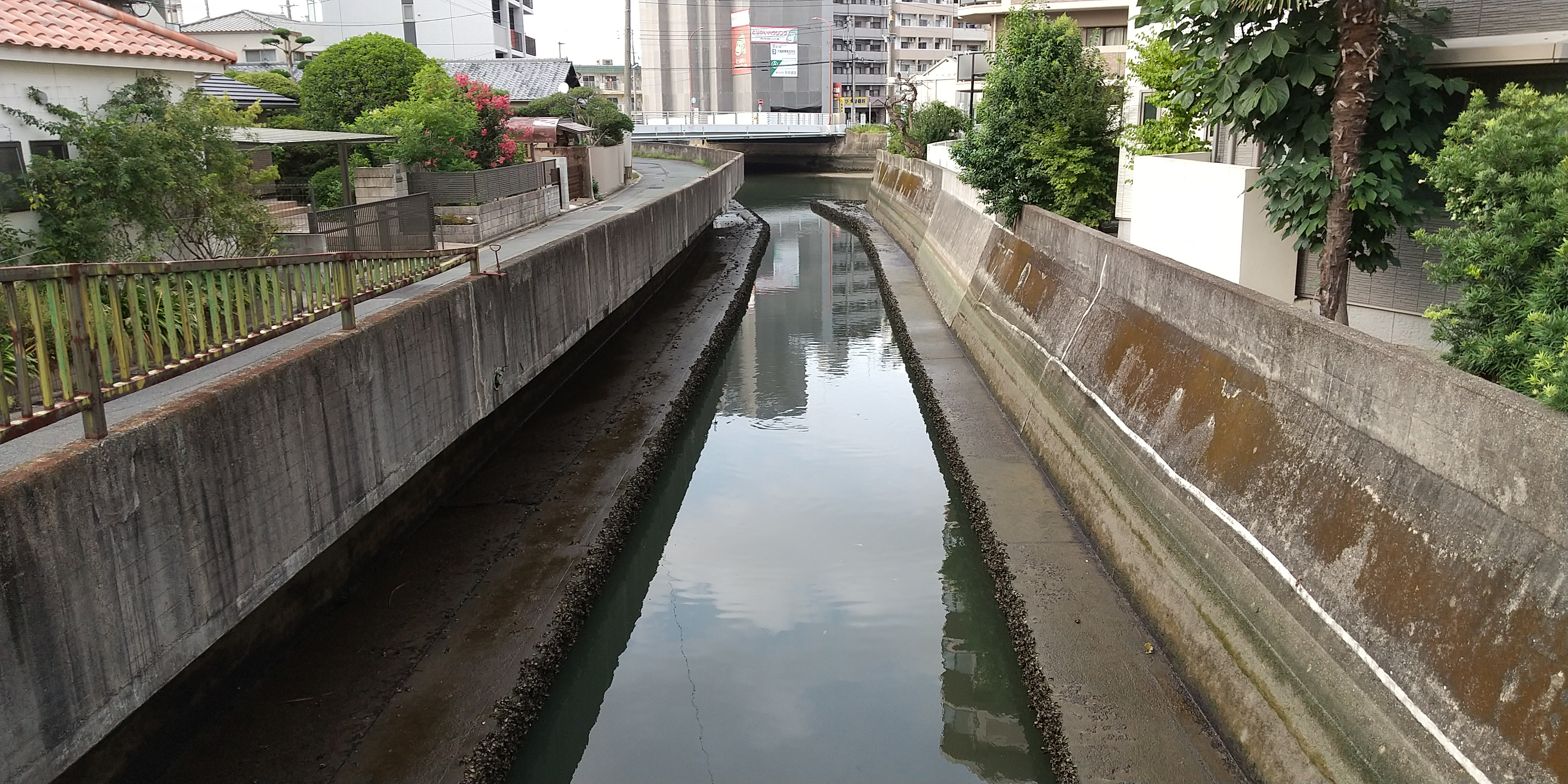
七隈川（一の橋の下流側、左：早良区城西、右：城南区鳥飼）
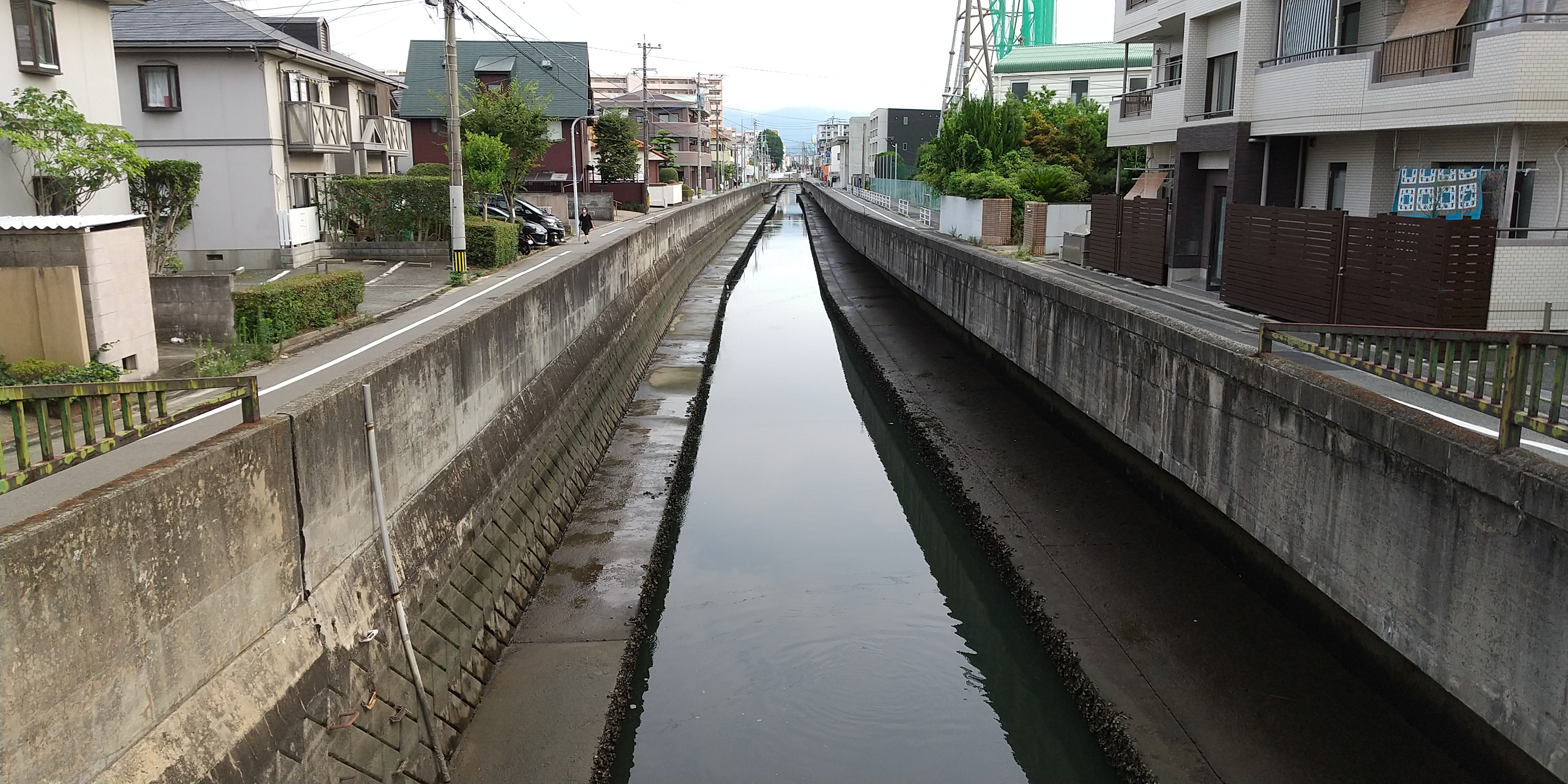
七隈川（一の橋の上流側、左：城南区鳥飼、右：早良区城西）

## 歴史

### 町域の変遷
| 住居表示実施後           | 実施年月日         | 住居表示実施前（各大字の一部）                                                                                   |
| ------------------------ | ------------------ | --- |
| 城西一丁目から城西三丁目 | 1969年（昭和44年） | 城西橋通・今川橋通・今川通新町・城西町・二百石町・西ヶ崎町・曙町1丁目〜3丁目・麁原1番丁〜4番丁・下ノ田町・中田町 |

## 人口
城西一丁目から三丁目までの人口の推移を福岡市の住民基本台帳（公称町別）に基づき示す（単位：人）。集計時点は各年9月末現在である。
- 2001年（平成13年）：4,018
- 2002年（平成14年）：4,054
- 2003年（平成15年）：4,014
- 2004年（平成16年）：3,986
- 2005年（平成17年）：4,443
- 2006年（平成18年）：4,481
- 2007年（平成19年）：4,392
- 2008年（平成20年）：4,340
- 2009年（平成21年）：4,461
- 2010年（平成22年）：4,469
- 2011年（平成23年）：4,564
- 2012年（平成24年）：4,660
- 2013年（平成25年）：4,865
- 2014年（平成26年）：5,229
- 2015年（平成27年）：5,290
- 2016年（平成28年）：5,335
- 2017年（平成29年）：5,435
- 2018年（平成30年）：5,460
- 2019年（令和元年）：5,566
- 2020年（令和2年）：5,635
- 2021年（令和3年）：5,628
- 2022年（令和4年）：5,837

## 主な施設

### 公共・公益施設
- NTT西日本西新局
- 福岡市城西第2ポンプ場[注釈 1]
- 福岡市城西ポンプ場[注釈 2]
- 福岡市城西公園[注釈 3]

主な公共・公益施設の写真
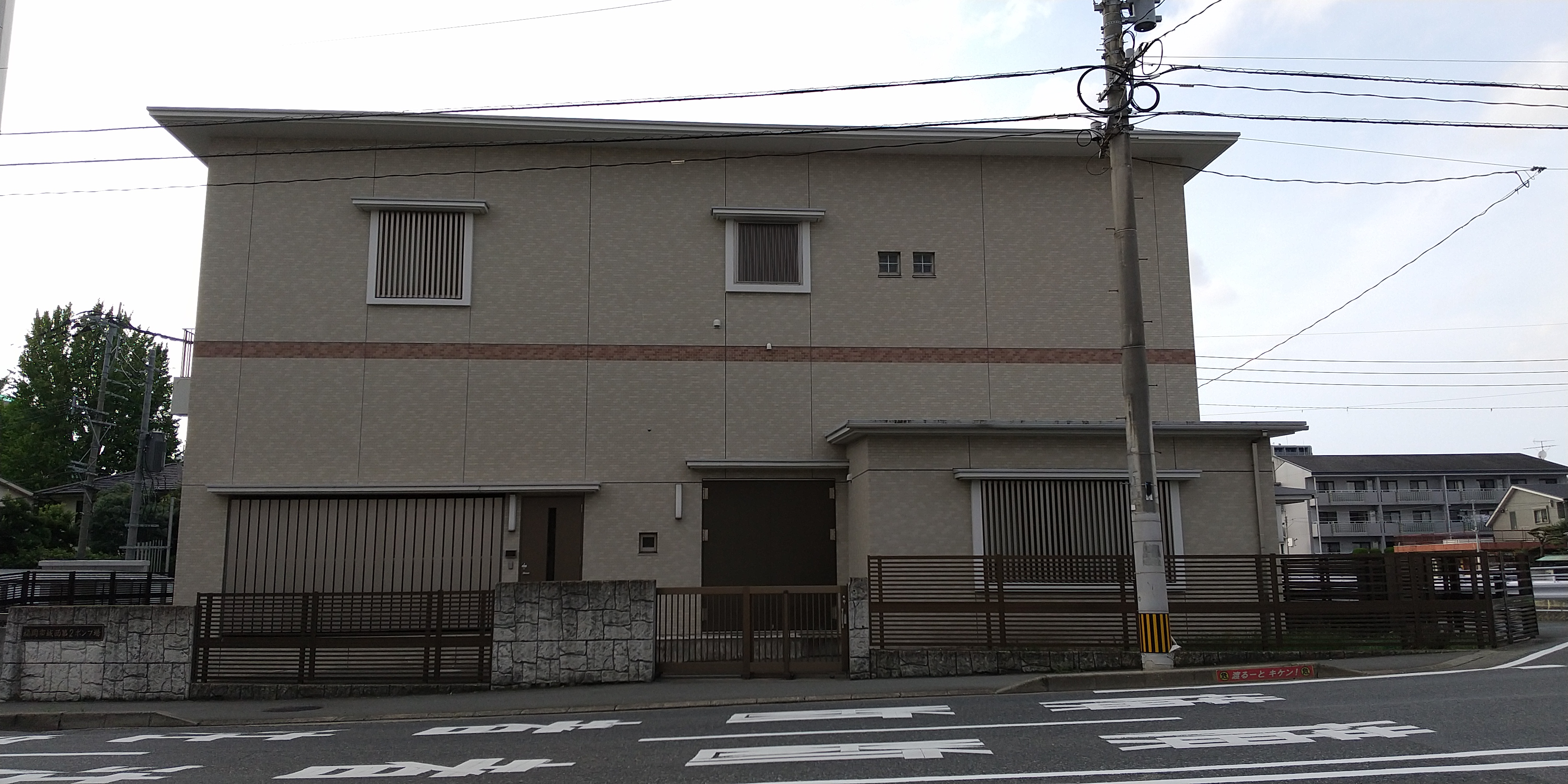
福岡市城西第2ポンプ場
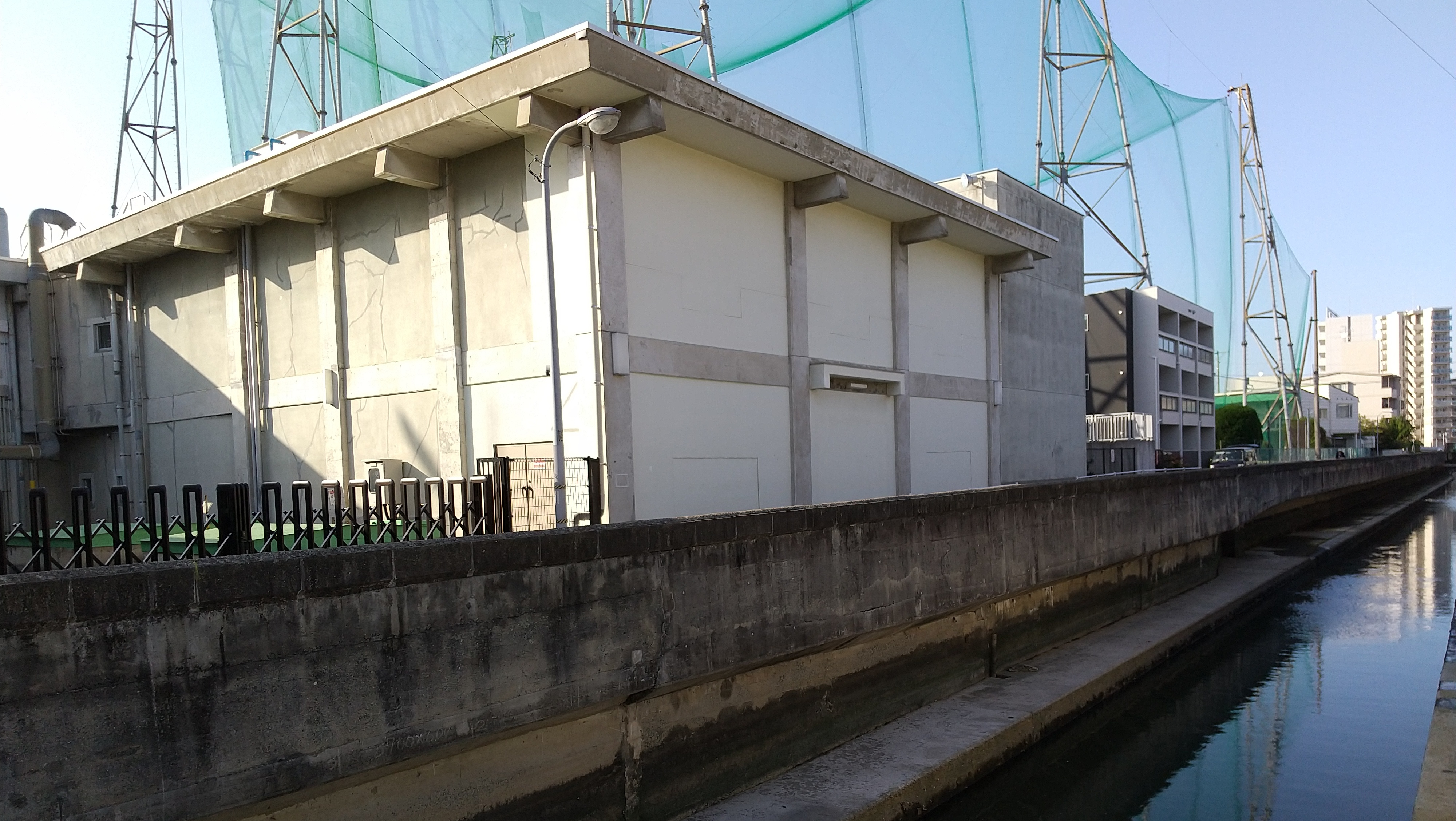
城西ポンプ場
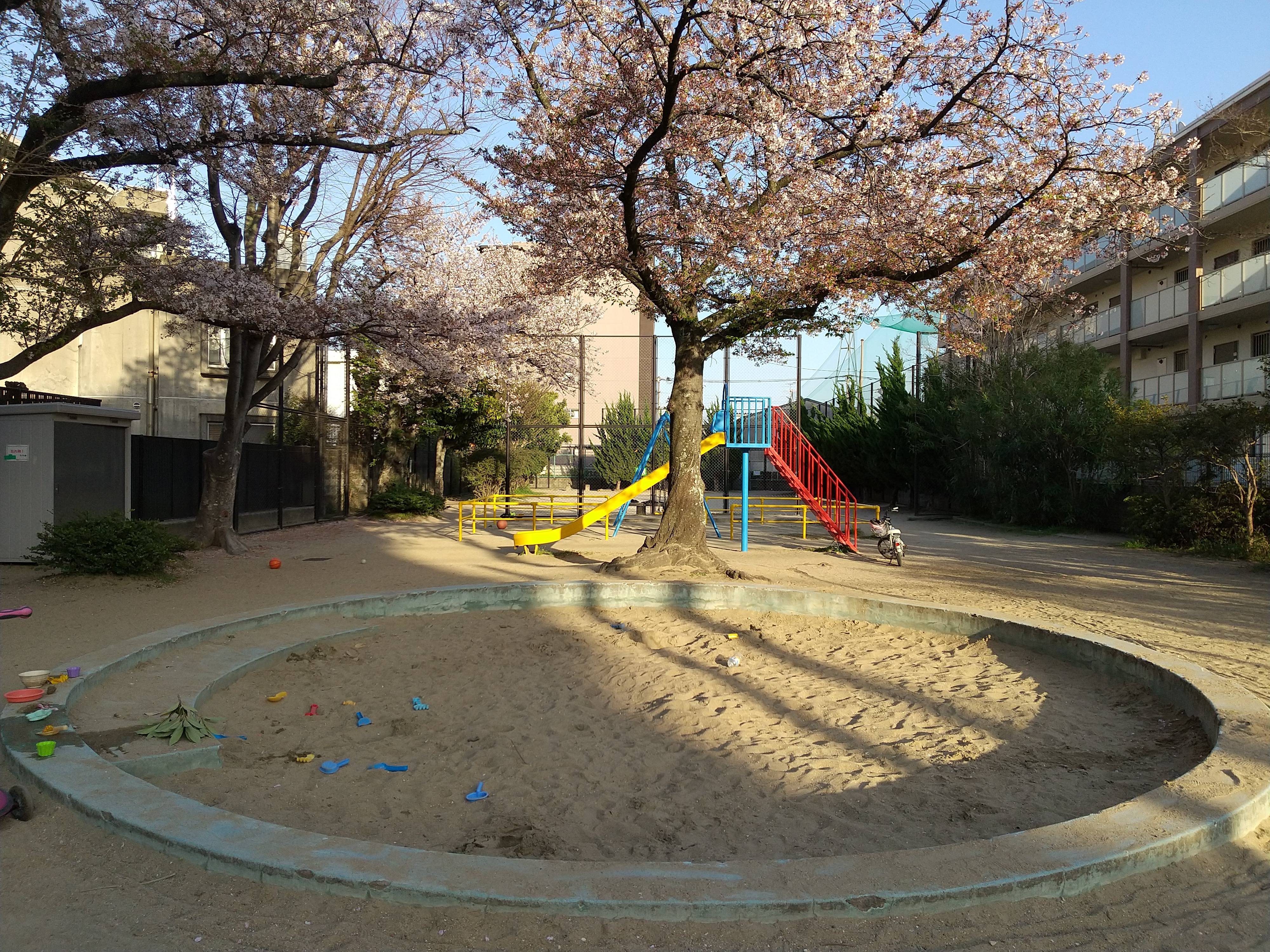
城西公園

### 商業・レジャー施設
- にしてつストアレガネット城西店
- 福岡トヨペット西新店
- 西新ゴルフセンター
- ワンダーランド西新店

### 教育施設
- 西新カトリック幼稚園

※町内に公立の教育施設はなく、福岡市立西新小学校・福岡市立百道中学校の校区となっている。

## 交通

### 道路
主な幹線道路は次の通り。
- 早良街道（旧国道263号線）
- 城南線
- 鳥飼藤崎線

主な幹線道路の写真
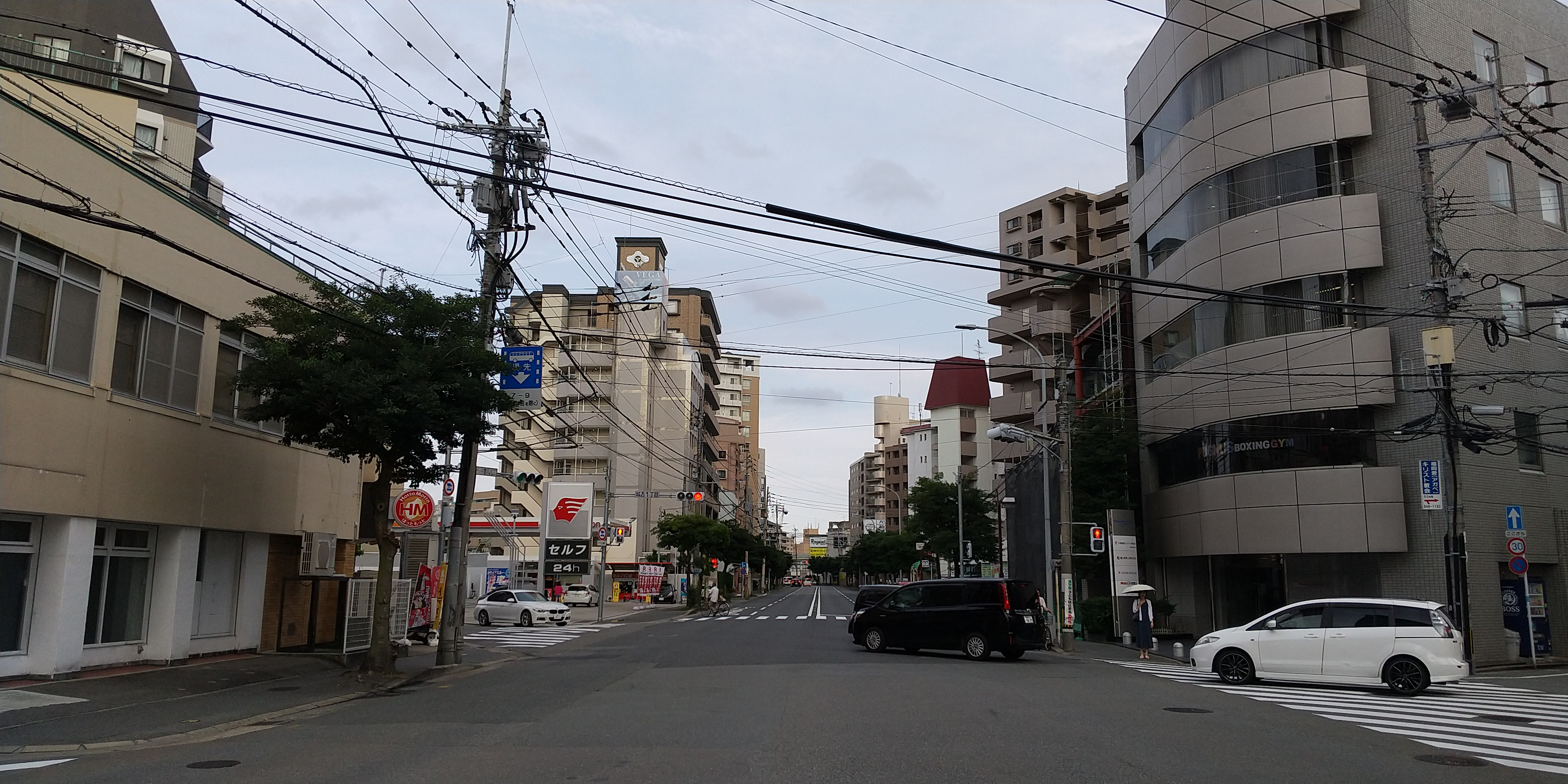
城南線（城西一丁目交差点の南東側）
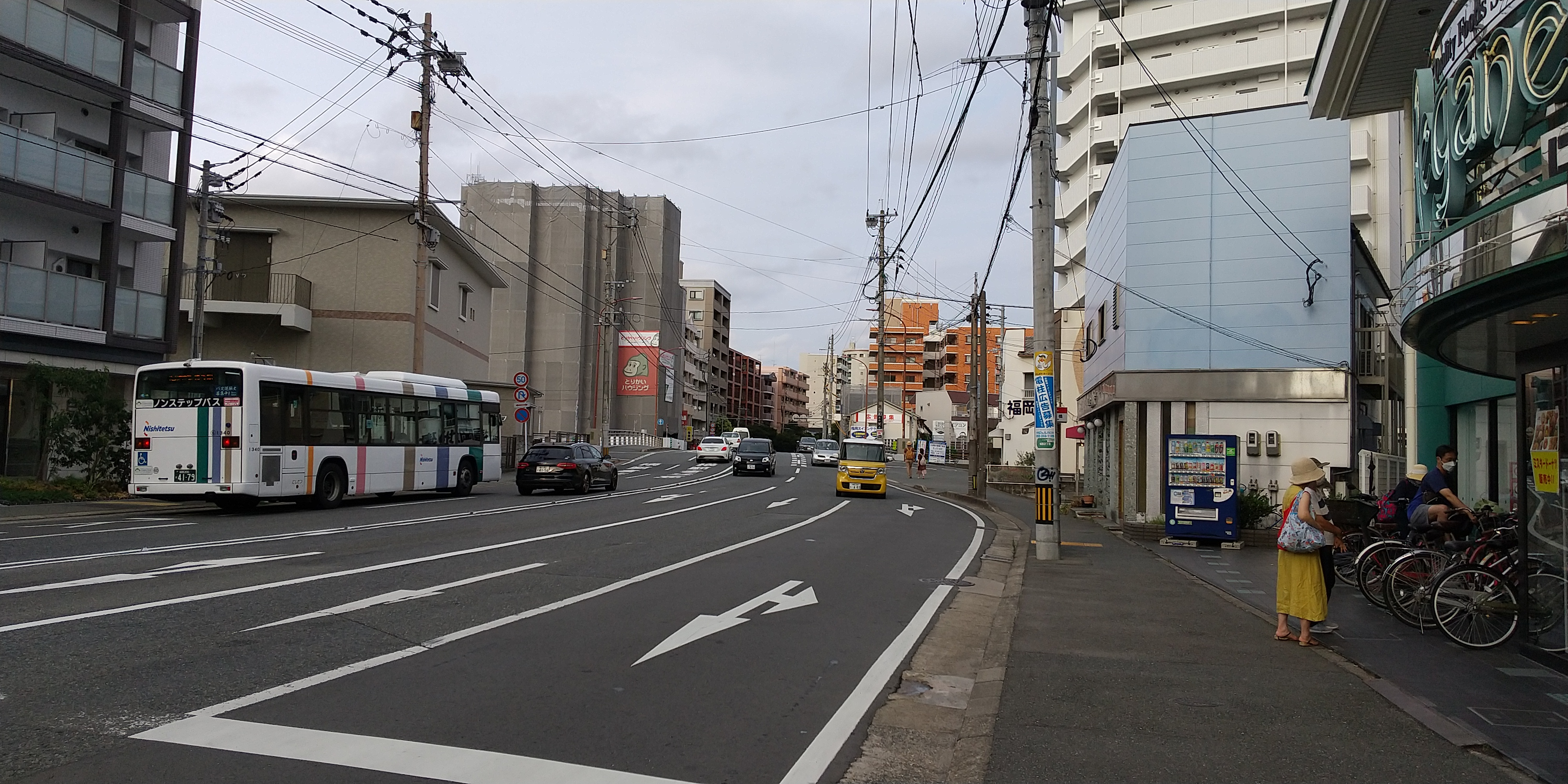
城南線（城西二丁目交差点の東側）
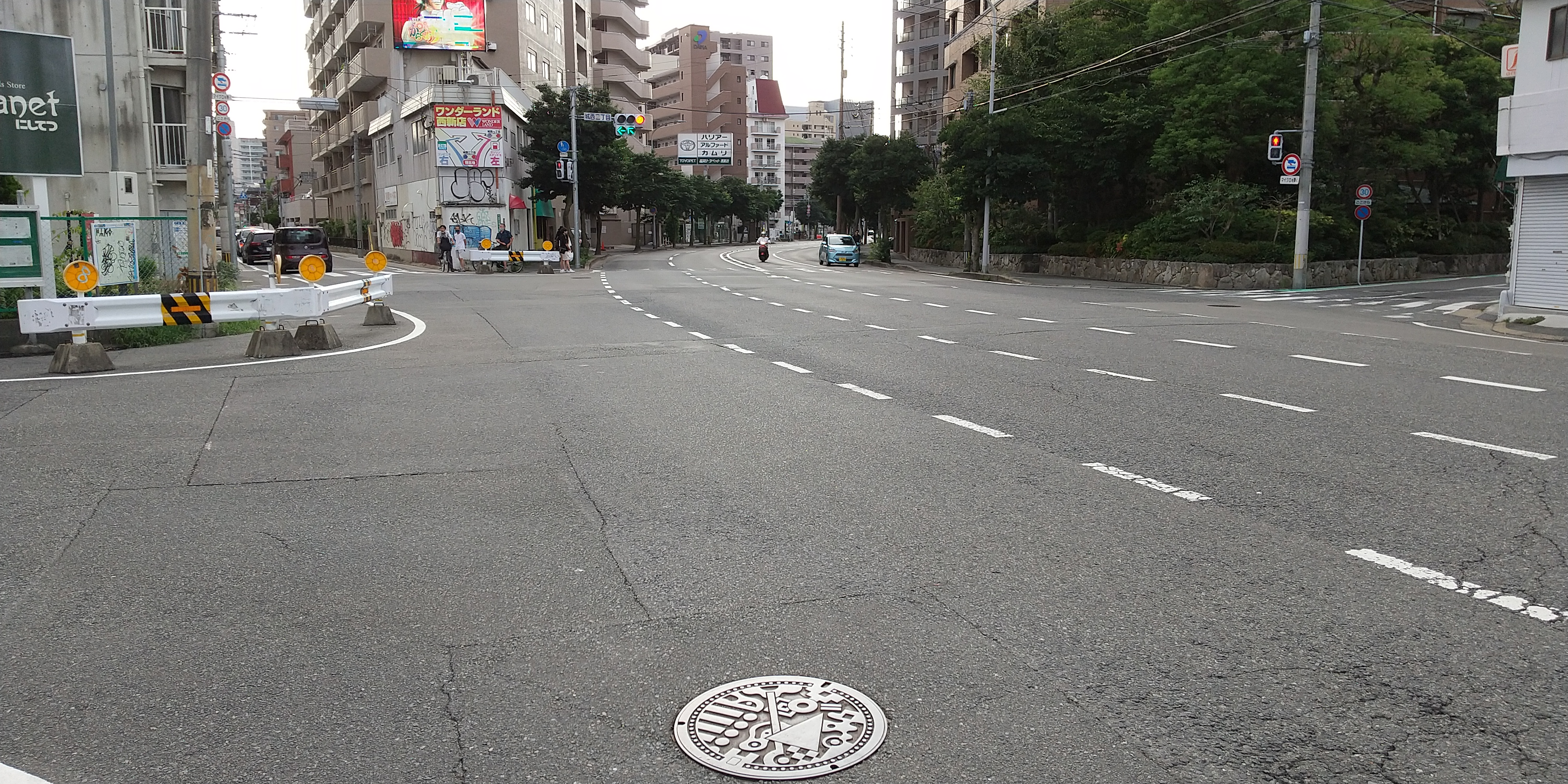
城南線（城西二丁目交差点の西側）
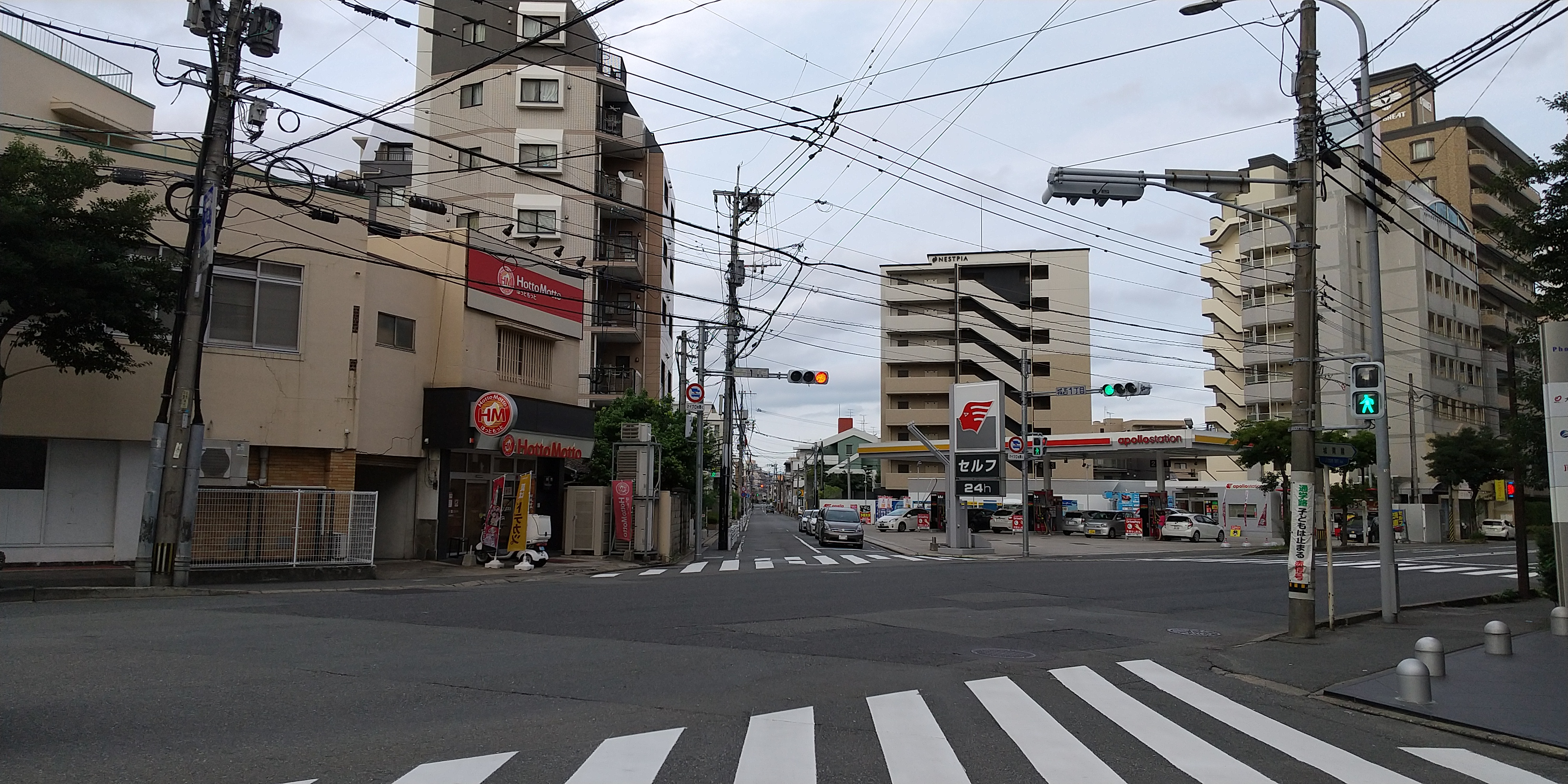
鳥飼藤崎線（城西一丁目交差点の東側、左：西新、右：城西）
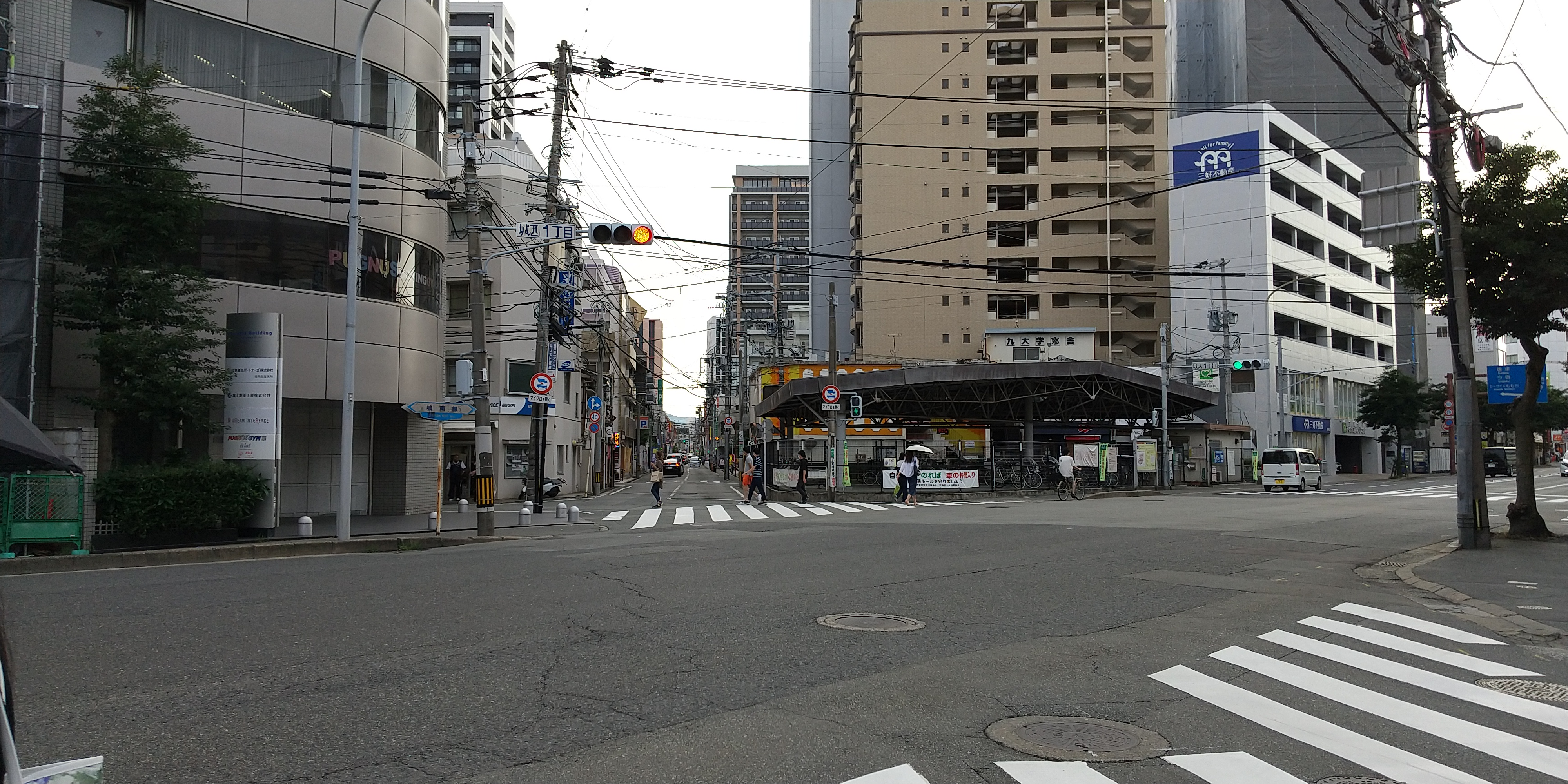
鳥飼藤崎線（城西一丁目交差点の西側、左：城西、右：西新）

### 鉄道
町内に鉄道は通っていない。福岡市地下鉄空港線西新駅が最寄駅である。

### バス
- 西鉄バス
  - 城西一丁目
  - 城西三丁目
  - 城西橋